# لایبن
لایبن (به آلمانی: Leiben) یک منطقهٔ مسکونی در اتریش است که در ناحیه ملک واقع شده‌است. لایبن ۱٬۲۸۹ نفر جمعیت دارد.